# Matěj Pulkrab
Matěj Pulkrab (Praga, 23 maggio 1997) è un calciatore ceco, attaccante del Mladá Boleslav.

## Caratteristiche tecniche
È un attaccante molto fisico, capace di giocare sia da centravanti che da seconda punta; è stato paragonato al connazionale Milan Baroš.

## Carriera
Il 13 gennaio 2016 viene mandato in prestito allo Slovan Liberec nello scambio che vide l'arrivo a titolo definitivo di Josef Šural dal Liberec. Debutta il 12 marzo entrando al 92º minuto al posto di Marek Bakoš nella partita vinta per 1-0 contro il Příbram. Nel finale di stagione si mette in evidenza segnando quattro reti nelle ultime 3 partite del campionato ceco.

### Ritorno allo Sparta Praga
Per la stagione 2016-17 rientra dal prestito e debutta il 18 agosto in Europa League contro il SønderjyskE. Tre giorni più tardi segna la prima rete col club con cui è cresciuto durante la partita di campionato contro lo Jablonec, vinta poi per 3-0.
Il 20 ottobre segna il primo gol in una competizione europea, portando alla vittoria la squadra con il risultato di 1-0 contro l' Hapoel Be'er Sheva.

### Il nuovo prestito allo Slovan Liberec
Il 3 luglio 2017 viene nuovamente ceduto in prestito, stavolta stagionale, allo Slovan Liberec.

## Statistiche

### Presenze e reti nei club
Statistiche aggiornate al 22 dicembre 2017.
| Stagione              | Squadra               | Campionato            | Campionato | Campionato | Coppe nazionali | Coppe nazionali | Coppe nazionali | Coppe continentali | Coppe continentali | Coppe continentali | Altre coppe | Altre coppe | Altre coppe | Totale | Totale |
| Stagione              | Squadra               | Comp                  | Pres       | Reti       | Comp            | Pres            | Reti            | Comp               | Pres               | Reti               | Comp        | Pres        | Reti        | Pres   | Reti   |
| --------------------- | --------------------- | --------------------- | ---------- | ---------- | --------------- | --------------- | --------------- | ------------------ | ------------------ | ------------------ | ----------- | ----------- | ----------- | ------ | ------ |
| gen.-giu. 2016        | Slovan Liberec        | 1L                    | 7          | 4          | MC              | 0               | 0               | UEL                | -                  | -                  | -           | -           | -           | 7      | 4      |
| 2016-2017             | Sparta Praga          | 1L                    | 14         | 4          | MC              | 2               | 2               | UCL+UEL            | 0+8                | 0+1                | -           | -           | -           | 24     | 7      |
| 2017-2018             | Slovan Liberec        | 1L                    | 15         | 1          | MC              | 2               | 4               | -                  | -                  | -                  | -           | -           | -           | 17     | 5      |
| Totale Slovan Liberec | Totale Slovan Liberec | Totale Slovan Liberec | 22         | 5          |                 | 2               | 4               |                    | -                  | -                  |             | -           | -           | 24     | 9      |
| Totale carriera       | Totale carriera       | Totale carriera       | 36         | 9          |                 | 4               | 6               |                    | 8                  | 1                  |             | -           | -           | 48     | 16     |